# Erigorgus attenuatus
Erigorgus attenuatus là một loài tò vò trong họ Ichneumonidae.